# Patrik Engström (friidrottare)
Patrik Engström, född 29 juni 1977, är en svensk friidrottare (långdistanslöpning) tävlande för FK Studenterna. 
Engström togs ut till maratonloppet vid EM i Zürich år 2014 men var tvungen att bryta loppet.

## Personliga rekord
Utomhus 
- 3 000 meter – 8:33,70 (Sollentuna 27 juni 2007)[6]
- 5 000 meter – 14:45,15 (Sollentuna 8 juli 2008)[6]
- 5 000 meter – 15:09,27 (Sätra 28 maj 2008)[3]
- 10 000 meter – 30:28,20 (Stockholm 17 september 2008)[6]
- 10 000 meter – 30:48,75 (Stockholm 24 augusti 2012)[3]
- 10 km landsväg – 32:02 (Stockholm 15 augusti 2009)[3]
- 30 km landsväg – 1:47:09 (Stockholm 24 september 2011)[6]
- Halvmaraton – 1:07:40 (Haag, Nederländerna 9 mars 2014)[3]
- Maraton – 2:21:42 (Valencia, Spanien 17 november 2013)[3][6]